# Calamaria ulmeri
Calamaria ulmeri là một loài rắn trong họ Rắn nước. Loài này được Sackett mô tả khoa học đầu tiên năm 1940.